# Fenilacetone monoossigenasi
La fenilacetone monoossigenasi è un enzima appartenente alla classe delle ossidoreduttasi, che catalizza la seguente reazione:
fenilacetone + NADPH + H+ + O2 ⇄ benzil acetato + NADP+ + H2O
L'enzima è una flavoproteina (FAD). Il NADH non può essere sostituito come coenzima dal NADPH. In aggiunta al fenilacetone, che è uno dei migliori substrati mai trovati, questa monoossigenasi Baeyer-Villiger può ossidare altri chetoni aromatici (1-(4-idrossifenile)propan-2-one, 1-(4-idrossifenile)propan-2-one e 3-fenilbutan-2-one), alcuni chetoni alifatici (dodecan-2-one) e solfuri (1-metil-4-(metisolfanil)benzene).